# Palaeamathes xanthocharis
Palaeamathes xanthocharis är en fjärilsart som beskrevs av Charles Boursin 1954. Palaeamathes xanthocharis ingår i släktet Palaeamathes och familjen nattflyn. Inga underarter finns listade i Catalogue of Life.